# Gaby Hoffmann
Gaby Hoffmann (New York, 8. siječnja 1982.) - američka glumica. 
Odrasla je u glumačkoj obitelji u New Yorku. Kasnije se njezina obitelj preselila u Woodland Hills u Los Angelesu.
Glumila je u reklami u dobi od četiri godine. Imala je premijerni nastup na filmu 1989. godine u filmu "Polje snova". Bila je jedna od najangažiranijih dječjih glumica svoga vremena. Nanizala je velik broj filmova do 2001. godine, od kada se rijetko pojavljuje u filmovima. Imala je gostujuće uloge u američkim tv-serijama "Zakon i red" i "Privatna praksa".

## Filmografija
| Godina | Naziv                          | Uloga                    | Zabilješke                |
| ------ | ------------------------------ | ------------------------ | ------------------------- |
| 1989.  | Polje snova                    | Karin Kinsella           |                           |
| 1989.  | Ujak Buck                      | Maizy Russell            |                           |
| 1992.  | Ovo je moj život               | Opal Ingels              |                           |
| 1993.  | Romansa u Seattleu             | Jessica                  |                           |
| 1993.  | Čovjek bez lica                | Megan Norstadt           |                           |
| 1994.  | Netko kao ja                   | Gaby Stepjak             | 5 epizoda                 |
| 1995.  | Freaky Friday                  | Annabelle Andrews        | TV-film                   |
| 1995.  | Čija je ona kćer?              | Andrea Eagerton          | TV-film                   |
| 1995.  | Sada i onda                    | mlada Samantha Albertson |                           |
| 1996.  | Svi kažu volim te              | Lane Dandridge           |                           |
| 1997.  | Vulkan                         | Kelly Roark              |                           |
| 1998.  | Dlakava ptica                  | Odette                   |                           |
| 1998.  | Snapped                        | Tara                     |                           |
| 1999.  | 200 cigareta                   | Stephie                  |                           |
| 1999.  | Još malo pa svršeno            | Jenny Simon              |                           |
| 1999.  | Crno i bijelo                  | Raven                    |                           |
| 2000.  | Računaj na mene                | Sheila                   |                           |
| 2001.  | Parfem                         | Gabrielle Mancini        |                           |
| 2005.  | Zakon i red: Zločinačke nakane | Burnett / Rachel Coburn  | Epizoda: "The Good Child" |
| 2007.  | Severed Ways                   |                          |                           |
| 2009.  | Eastmans                       | Dr. Sally Eastman        | TV-film                   |
| 2009.  | Kako smo preživjeli rat        | Wanda                    |                           |
| 2010.  | 13                             | Clara                    |                           |
| 2010.  | Privatna praksa                | Emily                    | Epizoda: "Just Lose It"   |
| 2011.  | Dobra supruga                  | Rhonda Cerone            | Epizoda: "Killer Song"    |
| 2011.  | Vuk s E                        | Karen                    |                           |